# Heteropsylla fusca
Heteropsylla fusca är en insektsart som beskrevs av Crawford 1914. Heteropsylla fusca ingår i släktet Heteropsylla och familjen rundbladloppor.
Artens utbredningsområde är Dominikanska republiken. Inga underarter finns listade i Catalogue of Life.